# Wilhelm Nestle
Wilhelm Albrecht Nestle (Stoccarda, 16 aprile 1865 – 18 aprile 1959) è stato un filologo classico, storico delle religioni antiche tedesco.
Fu professore onorario di filosofia greca presso l'Università di Tubinga.

## Opere principali
- Funde antiker Münzen im Königreich Württemberg. Hrsg. von der Kommission für Württembergischen Landesgeschichte. Stuttgart, Kohlhammer, 1893.
- Euripides, der Dichter der griechischen Aufklärung, 1901. Reprint. 1969, 1985.
- Vorsokratiker in Auswahl übersetzt und herausgegeben. 1908. 3rd ed., 1929.
- Coeditor, with O. Crusius, of Friedrich Nietzsche, Werke, Vol 19 (Philologica III), 1913.
- Editing and proofreading of Philosophie der Entwicklung Griechen in ihrer geschichtlichen of Eduard Zeller . 6th ed. 1919 7 th, 1922, Volume II, 1920.
- Editing and revising der Geschichte der griechischen Grundriss Philosophie, Eduard Zeller. 12th ed., 1920, 13 th, 1928, English version 1931.
- Die Sokratiker. 1922.
- Die Nachsokratiker. 2 vols., 1922-1923.
- Geschichte der griechischen Literatur. 1923. 2nd edition. 1942-1943. 3rd ed. 1961-1963, reworked by W. Liebich. Trad. Spanish in 1930.
- Die griechische Religiosität in ihren Grundzügen Hauptvertretern von und bis Proklos Homer. From 1930 to 1934.
- Platons Hauptwerke. Selection, trans. and introduction of works of Plato . Leipzig, Alfred Kröner, 1931. 1934 4th ed. 1942.
- Aristoteles. Hauptwerke. Stuttgart, Alfred Kröner Verlag, 1935. 4th ed., 1952.
- Vom Mythos zum Logos. Die des griechischen Denkens Selbstentfaltung von Homer bis auf die Sophistik und Sokrates. 1940. 2nd edition. 1942. Reprint. 1975, 1986.
- Homer von bis Geistesgeschichte Griechische Lukian in ihrer Entfaltung vom zum rationalen mythischen dargestellt denken. 1944. Reprint., 1949, 1956.
- Griechische Weltanschauung in ihrer Bedeutung für die Gegenwart. Vorträge und Abhandlungen. Stuttgart, Hannsmann, 1946. Reprint., 1969.
- Die Krisis des Christenthums in der modernen Welt. Ihre Ursache, ihr Werden und ihre Bedeutung. 1947.
- Griechische Lebensweisheit und Lebenskunst; aus den Quellen zusammengestellt, und mit einem Nachwort übersetzt versehen. Stuttgart, Hädecke, 1949.
- Die griechischen Philosophen in Auswahl übersetzt und herausgegeben. Reprint. 1968-1969.